# Отряд атамана Пунина
Отряд атамана Пунина (1915—1918 гг.) — одно из наиболее известных русских партизанских формирований Первой мировой войны, первый отряд специального назначения РККА. С отряда атамана Пунина ведут свою историю современные российские подразделения специального назначения.
Сформирован штабом Северного фронта по предложению поручика 8-го Финляндского стрелкового полка Леонида Николаевича Пунина, ставшего атаманом этого отряда. Официальной датой формирования считается 26 ноября 1915 года — день георгиевских кавалеров. Она выбрана неслучайно. Большинство офицеров и нижних чинов отряда Пунина (включая и его самого) были георгиевскими кавалерами.

## Состав и люди отряда
Отряд был многонациональным и многоязычным. Кроме русских, украинцев, белорусов, бурятов, было 37 латышей. 42 человека знали польский язык, немецкий − 15. Литовским языком владели 9 человек (Хорошилова О. Войсковые партизаны Великой войны. СПб, 2002).
В отряд входили 10 офицеров. Среди них — сотник барон Р. Ф. Унгерн-Штернберг, командовавший 3-м эскадроном (ноябрь 1915 — август 1916), С. Н. Булак-Балахович (возглавлял 2-й эскадрон) и его брат поручик Ю. Н. Булак-Балахович, корнет Георгий Домбровский.
Кроме того, в состав отряда вошли: 17 урядников и унтер-офицеров, 296 казаков и рядовых. Среди специалистов были: 7 подрывников, 8 телефонистов, 4 телеграфиста, 6 кузнецов, 3 ветеринара, 5 фельдшеров и 3 доктора. Конно-горное орудие обслуживали 20 человек (Хорошилова О. Войсковые партизаны Великой войны).
Официальным наименованием отряда на момент сформирования было: «Отряд Особой важности штаба Северного фронта»

## Район действия партизан-пунинцев
Отряд работал на Северном фронте русской армии, в авангарде 12-й армии, штаб находился в Старом Кеммерне, таким образом, отряд занимал выдвинутый участок позиций, откуда было легче, как полагало командование, действовать по тылам противника.

## Боевые действия отряда
Зима 1915 — весна 1916 — ряд результативных разведок в тыл неприятеля. Особо отличились корнет С. Н. Булак-Балахович и сотник барон Унгерн-Штернберг (Хорошилова О. Войсковые партизаны Великой войны).
В марте 1916 партизаны-пунинцы осуществили ряд удачных операций совместно с разведчиками 4-го Латышского стрелкового батальона.
В июле 1916 года отряд готовился к участию в Рижском десанте, однако операция была отменена.
Летом активные действия развернулись в районе посёлка Чаукциемс. 1 сентября 1916 в схватке с германцами погиб атаман отряда, поручик Пунин.
Из газеты «Новое Время» от 10 октября 1916 года: «Грустно, конечно, что только теперь, когда могильная плита покрыла прах сраженного в бою молодого героя, громко, во всеуслышание произнесено его имя. Первое чувство, которое вызывает в русском сердце имя атамана Пунина, есть чувство печали о его ранней гибели <…>. О действительно замечательных людях почти всегда узнают больше после их смерти, чем при жизни. Судьба Пунина, как и судьба его однокашников по 2-му кадетскому корпусу братьев Панаевых, только подтверждает, что это были замечательные люди <…>. Яркая слава, озарившая имя атамана после его смерти — не случайный каприз слепого счастья, она подготовлялась исподволь. Его героизм выковывался еще в школьные годы <…>. Атаман партизанского отряда, доблестный поручик Пунин, успевший за свои подвиги получить все боевые награды, погиб, но дело его не погибнет».
После гибели атамана отряд возглавил поручик Грибель. В марте 1917 года атаманом отряда стал Александр Пунин (поручик лейб-гвардии Петроградского полка).
В декабре 1916 года пунинцы приняли участие в знаменитой Митавской операции, в которой прекрасно себя показали.
В марте 1917 года по распоряжению Александра Ивановича Гучкова отряд получил официальное наименование «Отряд Особой важности имени Атамана Пунина».
В августе 1917 года отряд принял участие в Рижской операции.
В сентябре в результате интриг авантюриста С. Н. Булак-Балаховича, а также революционной пропаганды, атмосфера в отряде резко испортилась. Начались конфликты между офицерами и нижними чинами. В результате 15 сентября отряд покинула часть офицеров (включая штабс-капитана Александра Пунина и штабс-капитана Льва Пунина) и нижние чины (3-й эскадрон полностью и 1 и 2 частично).
Однако отряд продолжал работать на Северном фронте. Осенью 1917 года он перешел на сторону красных.
Отряд находился на Северном фронте вплоть до февраля 1918 года, когда был расформирован.
Тогда же примерно треть отряда имени Атамана Пунина вместе с бывшим ротмистром С. Н. Булак-Балаховичем перешла на сторону Красной армии и вошла в состав Лужского конного партизанского отряда, который возглавил сам Балахович.